# Dedé da Portela
Dedé da Portela, nome artístico de Edson Fagundes (São Paulo, 28 de maio de 1939 – Nova Iguaçu, 18 de fevereiro de 2003) foi um cantor e compositor brasileiro.
Foi um dos importantes músicos da Portela. Sua parceria mais profícua foi com Norival Reis, com quem compôs em 1984 o enredo "Contos de areia", mesmo ano em que Portela foi a campeã do primeiro dia de carnaval.